# 신성문자

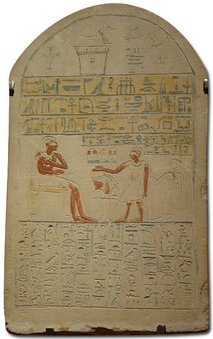
비석에 새겨진 이집트 신성 문자

신성 문자(神聖文字, Hieroglyph)는 고대 이집트의 돌이나 나무에 새긴 (상형) 문자를 지칭하는 낱말로서, 고대 그리스어 "히에로글리피카 그람마타"(Hieroglyphica grammata: "신성하게 새긴 말")의 줄인 말이다. "능력의 말"이라는 뜻의 이집트어 "메두 네체르"(Medu Netjer)를 번역한 데서 온 이 용어는 기원전 약 4세기 프톨레마이오스 왕조 시기까지 두루 사용되었다. 이집트 신화에 의하면 신성 문자는 서기의 신인 토트가 발명하여 인류에게 준 선물이라 전해진다. 더러는 마야 문명·아스테카 문명의 문자 등 기타 상형문자를 지칭하는데 쓰이기도 한다. 고대 이집트에서는 히에로글리프 이외에 두가지 다른 문자들(신관 문자, 민중 문자)을 사용한 것으로 알려져 있다.
이집트의 히에로글리프는 로제타석의 발견과 더불어 19세기 초엽에 프랑스의 이집트학 학자 장프랑수아 샹폴리옹에 의해 해독되었다.

## 문자의 기원
중동지역에서 나타난 문자 중에서 최초로 발생한 선 형태 문자이다. 중동뿐만 아니라 유럽, 아시아 지역의 표음문자 대부분은 이집트 신성문자 및 신관문자, 민중문자의 영향으로 형성되었다. 20세기까지 쐐기문자가 연결된 글자로 쐐기문자의 후대 변형이라고 여겼으나, 신성문자를 기원전 33세기 쐐기문자보다 더욱 온전한 형태로 사용하였다는 연구결과가 발표되었다. 현재는 쐐기문자와 신성문자가 각 지역에서 동시다발적으로 발전한 것으로 추정한다.    

## 문자의 구성
각 글자들은 각종 동물이나 사물, 신체의 모습을 본뜬 모습을 하고 있다. 글자들은 3가지로 분류할 수 있다. 첫 번째는 소리 글자로, 그 모습과 상관없이 단어의 소리를 나타내는 데 쓰인다. 두 번째는 의미 글자(Determinatives)로, 소리 글자로 이루어진 단어의 맨 뒤에 붙어 그 단어의 뜻을 결정한다. 세 번째는 소리-의미 글자(Ideograms)인데, 그 자체로 소리와 의미를 모두 가진다.

## 문자의 해독
신성문자는 왼쪽에서 오른쪽, 오른쪽에서 왼쪽, 위에서 아래의 세 가지 방법으로 기록된다. 문자에 등장하는 사람, 동물, 새의 머리는 언제나 글이 시작되는 방향을 향하고 있으므로 문자 속의 인물이나 동물들이 바라보는 방향에서 시작하면 된다. 아래에서 위쪽으로 읽는 법은 없다. 모아쓰기가 이루어지는데 한글처럼 규칙이 있는 것은 아니며, 모아쓰기된 글자들은 원래 읽는 방향대로 차례로 읽어가면 된다.
왕의 이름은 선으로 둘러싸여 있다. 이를 카르투슈(Cartouche)라고 한다. 이것이 로제타 돌을 해석하는 결정적인 실마리가 된다.

### 단음 문자
아래는 표음문자인 단음 문자의 목록이다.
| A |

| A |

| i |

| i |

| i | i |

| i | i |

| y |

| y |

| a |

| a |

| w |

| w |

| W |

| W |

| b |

| b |

| p |

| p |

| f |

| f |

| m |

| m |

| M |

| M |

| n |

| n |

| N |

| N |

| r |

| r |

| h |

| h |

| H |

| H |

| x |

| x |

| X |

| X |

| s |

| s |

| z |

| z |

| S |

| S |

| q |

| q |

| k |

| k |

| g |

| g |

| t |

| t |

| T |

| T |

| d |

| d |

| D |

| D |

#### 로마자 대응
다음 표는 단음문자를 로마자의 순서에 맞추어 재배열한 것이다.
| G1 |

| G1 |

| D36 |

| D36 |

| D58 |

| D58 |

| V31 |

| V31 |

| D46 |

| D46 |

| I10 |

| I10 |

| M17 |

| M17 |

| I9 |

| I9 |

| W11 |

| W11 |

| O4 |

| O4 |

| M17 |

| M17 |

| M17 |

| M17 |

| N29 |

| N29 |

| E23 |

| E23 |

| G17 |

| G17 |

| N35 |

| N35 |

| G43 |

| G43 |

| Q3 |

| Q3 |

| N29 |

| N29 |

| G43 |

| G43 |

| D21 |

| D21 |

| O34 |

| O34 |

| S29 |

| S29 |

| N37 |

| N37 |

| X1 |

| X1 |

| G43 |

| G43 |

| I9 |

| I9 |

| Z7 |

| Z7 |

| V31 |

| V31 |

| S29 |

| S29 |

| M17 |

| M17 |

| X1 |

| X1 |

| S29 |

| S29 |

| F32 |

| F32 |

| Aa1 |

| Aa1 |

## 예시
| p · t | wA | l · M | i | i | s |

| p · t | wA | l · M | i | i | s |

| p · t | wA | l · M | i | i | s |

| p · t | wA | l · M | i | i | s |

| p · t | wA | l · M | i | i | s |

| p · t | wA | l · M | i | i | s |

| p · t | wA | l · M | i | i | s |

| p · t | wA | l · M | i | i | s |

| p · t | wA | l · M | i | i | s |

| p · t | wA | l · M | i | i | s |

| p · t | wA | l · M | i | i | s |

| p · t | wA | l · M | i | i | s |

| p · t | wA | l · M | i | i | s |

| p · t | wA | l · M | i | i | s |

| p · t | wA | l · M | i | i | s |

| p · t | wA | l · M | i | i | s |

위의 카르투슈 속 문자들을 음역하면 다음과 같다.
| p t | o | l m | i i s |  |  | → Ptolmiis(프톨레마이오스) |
단, ii는 단일문자로 간주되어 i 또는 y로 음역한다.
'집'을 나타내는 신성문자 표현은 다음과 같다.
| pr · Z1 |
여기서의 '집' 문자는 하나의 대상을 나타내는 단어문자(單語文字)이다. 문자 아래의 세로줄은 문자가 단어문자임을 알리는 일반적인 방법이다.
다른 단어 pr은 '나가다, 떠나다'라는 뜻의 동사이다. 이 단어가 쓰여 있으면, '집' 문자는 음성 기호로 사용된다.
| pr · r | D54 |
여기서 '집' 문자는 자음 2개(pr)를 나타낸다. 그 아래에 있는 '입' 문자는 'r'로 읽는 '음성 요소'로서, 이것이 있기 때문에 소리(pr)로 읽는 것이다
세 번째 문자는 한정사로서, 읽는 사람에게 뜻을 알려주는 표의문자이다.

## 관련 저서
- 유성환, 《이집트 상형문자 필사 노트》, 휴머니스트, 2024년 11월 11일

## 같이 보기
- 가디너 문자표
- 이집트어